# Faisal al-Fayez
Faisal al-Fayez (en árabe: فيصل الفايز) n. Amán el 20 de diciembre de 1952, es un político jordano que fue primer ministro del 25 de octubre de 2003 al 5 de abril de 2005.
- Datos: Q1393504
- Multimedia: Faisal Al-Fayez / Q1393504